# Liste des ECW Champions
Cet article présente une liste des catcheurs qui ont été ECW Champion. Le ECW Championship est un titre de catch à la World Wrestling Entertainment. C'était à l'origine le titre principal de la fédération Extreme Championship Wrestling, puis a été réutilisé par la WWE pour la division ECW. Il y a eu en tout un total de 22 champions reconnus pour 31 règnes officiels.

## Historique du titre

### Noms
Le titre a été connu sous ces divers noms, :
| Nom                                | Période                                          |
| ---------------------------------- | ------------------------------------------------ |
| NWA ECW Heavyweight Championship   | avril 1992 à août 1994                           |
| ECW World Heavyweight Championship | août 1994 à avril 2001, juin 2006 à juillet 2006 |
| ECW World Championship             | juillet 2006 à aout 2007                         |
| ECW Championship                   | aout 2007 à février 2010                         |

### Règnes
| #  | Catcheurs       | Fois | Date               | Durée                    | Lieu              | Évènement   | Notes | Réf   |
| -- | --------------- | ---- | ------------------ | ------------------------ | ----------------- | ----------- | --- | ----- |
| 1  | Jimmy Snuka     | 1    | 25 avril 1992      | 1 jour                   | Mount Tabor       | House show  | Il bat Salvatore Bellomo en finale d'un tournoi pour être le premier champion poids lourds de la NWA ECW. | [ 4 ] |
| 2  | Johnny Hot Body | 1    | 26 avril 1992      | 2 mois et 18 jours       | Philadelphie      | House show  | | [ 5 ] |
| 3  | Jimmy Snuka     | 2    | 14 juillet 1992    | 2 mois et 16 jours       | Philadelphie      | House show  | | [ 6 ] |
| 4  | Don Muraco      | 1    | 30 septembre 1992  | 1 mois et 17 jours       | Philadelphie      | House show  | [ 1 ] |       |
| 5  | The Sandman     | 1    | 16 novembre 1992   | 4 mois et 18 jours       | Philadelphie      | House show  | [ 1 ] |       |
| 6  | Don Muraco      | 2    | 3 avril 1993       | 4 mois et 5 jours        | Radnor            | Hardcore TV | [ 1 ] |       |
| 7  | Tito Santana    | 1    | 8 août 1993        | 1 mois et 1 jour         | Philadelphie      | Hardcore TV | [ 1 ] |       |
| 8  | Shane Douglas   | 1    | 9 septembre 1993   | 23 jours                 | Roanoke           | House show  | A remporté le titre par forfait. |       |
| 9  | Sabu            | 1    | 2 octobre 1993     | 2 mois et 24 jours       | Philadelphie      | Hardcore TV | [ 1 ] |       |
| 10 | Terry Funk      | 1    | 26 décembre 1993   | 3 mois                   | Philadelphie      |             | Lors d'un match sans disqualification à Holiday Hell,. |       |
| 11 | Shane Douglas   | 2    | 26 mars 1994       | 1 an et 20 jours         | Devon             |             | A battu Terry Funk dans un 8-man Ultimate Jeopardy match comprenant aussi, Mr. Hughes, Public Enemy, Road Warrior Hawk, Kevin Sullivan, et Tazmaniac. Le 21 août, le titre devenait le ECW World Heavyweight Championship quand Douglas renonçait au NWA World Heavyweight Championship. La ECW quittait la NWA et était renommée Extreme Championship Wrestling. La WWE reconnaît les règnes du titre à partir de ce moment,. |       |
| 12 | The Sandman     | 2    | 15 avril 1995      | 6 mois et 13 jours       | Philadelphie      |             | A remporté le titre à Hostile City Showdown. |       |
| 13 | Mikey Whipwreck | 1    | 28 octobre 1995    | 1 mois et 11 jours       | Philadelphie      |             | C'était un ladder match. |       |
| 14 | The Sandman     | 3    | 9 décembre 1995    | 1 mois et 18 jours       | Philadelphie      |             | C'était un three-way dance à December to Dismember, comprenant aussi Steve Austin. |       |
| 15 | Raven           | 1    | 27 janvier 1996    | 8 mois et 8 jours        | Philadelphie      |             | [ 1 ] |       |
| 16 | The Sandman     | 4    | 5 octobre 1996     | 2 mois et 2 jours        | Philadelphie      |             | A battu Stevie Richards dans un match par équipe à Ultimate Jeopardy avec Tommy Dreamer contre Richards et Brian Lee quand Raven n'était pas là,. |       |
| 17 | Raven           | 2    | 7 décembre 1996    | 4 mois et 6 jours        | Philadelphie      |             | C'était un barbed wire match à Holiday Hell. |       |
| 18 | Terry Funk      | 2    | 13 avril 1997      | 3 mois et 27 jours       | Philadelphie      |             | A remporté le titre à Barely Legal. |       |
| 19 | Sabu            | 2    | 9 août 1997        | 8 jours                  | Philadelphie      |             | C'était un barbed wire match à Born to Be Wired. |       |
| 20 | Shane Douglas   | 3    | 17 août 1997       | 1 mois et 29 jours       | Fort Lauderdale   |             | C'était un three-way dance à Hardcore Heaven, comprenant aussi Terry Funk. |       |
| 21 | Bam Bam Bigelow | 1    | 16 octobre 1997    | 1 mois et 14 jours       | Queens            |             | [ 1 ] |       |
| 22 | Shane Douglas   | 4    | 30 novembre 1997   | 1 an, 1 mois et 11 jours | Monaca            |             | A remporté le titre à November to Remember. C'est le plus long règne de l'histoire du titre. |       |
| 23 | Tazz            | 1    | 10 janvier 1999    | 8 mois et 9 jours        | Kissimmee         |             | A remporté le titre à Guilty as Charged. |       |
| 24 | Mike Awesome    | 1    | 19 septembre 1999  | 2 mois et 28 jours       | Villa Park        |             | C'était un three-way dance à Anarchy Rulz, comprenant aussi Masato Tanaka. |       |
| 25 | Masato Tanaka   | 1    | 17 décembre 1999   | 3 mois et 6 jours        | Nashville         |             | A remporté le titre à ECW on TNN. |       |
| 26 | Mike Awesome    | 2    | 23 décembre 1999   | 3 mois et 21 jours       | White Plains      |             | A remporté le titre à ECW on TNN. |       |
| 27 | Tazz            | 2    | 13 avril 2000      | 9 jours                  | Indianapolis      |             | A remporté le titre à ECW on TNN. Tazz avait signé avec la World Wrestling Federation à la suite de sa défaite pour le titre contre Mike Awesome le 19 septembre 1999. Cependant, Awesome avait signé avec la World Championship Wrestling en 2000 alors qu'il restait le champion. Du coup, Paul Heyman et Vince McMahon s'arrangeaient pour que Tazz retourne à la ECW et batte Awesome pour le titre.                       |       |
| 28 | Tommy Dreamer   | 1    | 22 avril 2000      | moins d’un jour          | Philadelphie      |             | A remporté le titre à CyberSlam. |       |
| 29 | Justin Credible | 1    | 22 avril 2000      | 5 mois et 9 jours        | Philadelphie      |             | A remporté le titre à CyberSlam. |       |
| 30 | Jerry Lynn      | 1    | 1er octobre 2000   | 1 mois et 4 jours        | St. Paul          |             | A remporté le titre à Anarchy Rulz. |       |
| 31 | Steve Corino    | 1    | 5 novembre 2000    | 2 mois et 2 jours        | Villa Park        |             | C'était un Double Jeopardy match à November to Remember, comprenant aussi Justin Credible et The Sandman. |       |
| 32 | The Sandman     | 5    | 7 janvier 2001     | moins d’un jour          | New York          |             | C'était un Tables, Ladders, Chairs, and Canes match à Guilty as Charged, comprenant aussi Justin Credible. |       |
| 33 | Rhino           | 1    | 7 janvier 2001     | 3 mois et 4 jours        | New York          |             | A remporté le titre à Guilty as Charged. |       |
| -  | Désactivé       |      | 11 avril 2001      | 5 ans, 2 mois et 2 jours |                   |             | La Extreme Championship Wrestling fermait ses portes. La World Wrestling Entertainment rachetait ses propriétés. |       |
| 34 | Rob Van Dam     | 1    | 13 juin 2006       | 21 jours                 | Trenton           |             | Le titre était réactivé par la WWE pour la division de la ECW. Van Dam se faisait remettre le titre par Paul Heyman à la ECW pour avoir remporté le WWE Championship. |       |
| 35 | The Big Show    | 1    | 4 juillet 2006     | 4 mois et 29 jours       | Philadelphie      |             | C'était un Extreme Rules match à la ECW. Le titre était désormais appelé ECW World Championship pendant ce règne. |       |
| 36 | Bobby Lashley   | 1    | 3 décembre 2006    | 4 mois et 26 jours       | Augusta           |             | C'était un Extreme Elimination Chamber match à December to Dismember, comprenant aussi Rob Van Dam, Hardcore Holly, Test et CM Punk. |       |
| 37 | Vince McMahon   | 1    | 29 avril 2007      | 1 mois et 5 jours        | Atlanta           |             | C'était un Handicap match à Backlash, avec Vince, Shane McMahon et Umaga contre Lashley, dans lequel n'importe qui pouvait faire le tombé sur Lashley et remporter le titre. |       |
| 38 | Bobby Lashley   | 2    | 3 juin 2007        | 8 jours                  | Jacksonville      |             | C'était un Street Fight à One Night Stand. |       |
| -  | Vacant          |      | 11 juin 2007       | 13 jours                 | Wilkes-Barre      |             | Laissé vacant à RAW à la suite du draft de Lashley dans la division RAW. |       |
| 39 | Johnny Morrison | 1    | 24 juin 2007       | 2 mois et 8 jours        | Houston           |             | A battu CM Punk à Vengeancealors qu'il remplaçait Chris Benoit. Il changeait officiellement son nom en John Morrison le 17 juillet 2007 à la ECW. Le titre était désormais appelé ECW Championship pendant ce règne. |       |
| 40 | CM Punk         | 1    | 1er septembre 2007 | 4 mois et 21 jours       | Cincinnati        |             | Diffusé le 4 septembre à la ECW. |       |
| 41 | Chavo Guerrero  | 1    | 22 janvier 2008    | 2 mois et 8 jours        | Charlottesville   |             | C'était un No Disqualification match à la ECW. |       |
| 42 | Kane            | 1    | 30 mars 2008       | 2 mois et 30 jours       | Orlando           |             | A remporté le titre à WrestleMania XXIV en 8 secondes.Il fut également drafté à Raw avec le titre et donc le titre fut exclusif à la division Raw |       |
| 43 | Mark Henry      | 1    | 29 juin 2008       | 2 mois et 9 jours        | Dallas            |             | A remporté le titre à Night of Champions 2008 dans un Triple Threat match contre Kane et The Big Show.Il a donc ramené le titre à la division ECW. Le titre devint exclusif à la division ECW |       |
| 44 | Matt Hardy      | 1    | 7 septembre 2008   | 4 mois et 6 jours        | Cleveland         |             | A remporté le titre à Unforgiven 2008 |       |
| 45 | Jack Swagger    | 1    | 13 janvier 2009    | 3 mois et 13 jours       | Sioux City        |             | A remporté le titre à la ECW. |       |
| 46 | Christian       | 1    | 26 avril 2009      | 1 mois et 12 jours       | Providence        |             | A remporté le titre à Backlash 2009 |       |
| 47 | Tommy Dreamer   | 2    | 7 juin 2009        | 1 mois et 19 jours       | New Orleans Arena |             | A remporté le titre à Extreme Rules 2009 dans un Triple Threat match face à Christian et Jack Swagger. |       |
| 48 | Christian       | 2    | 26 juillet 2009    | 6 mois et 21 jours       | Philadelphie      |             | A remporté le titre à Night of Champions 2009 contre Tommy Dreamer. |       |
| 49 | Ezekiel Jackson | 1    | 16 février 2010    |                          | Kansas City       |             | A remporté le titre lors du dernier show de l'ECW dans un Extreme Rules match contre Christian. |       |

## Liste des règnes combinés
| Rang | Champion        | Nombre de titre en règne | Jours combinés |
| ---- | --------------- | ------------------------ | -------------- |
| 1.   | Shane Douglas   | 4                        | 874            |
| 2.   | The Sandman     | 5                        | 446            |
| 3.   | Raven           | 2                        | 379            |
| 4.   | Tazz            | 2                        | 261            |
| 5.   | Christian       | 2                        | 247            |
| 6.   | Terry Funk      | 2                        | 208            |
| 7.   | Mike Awesome    | 2                        | 201            |
| 8.   | Don Muraco      | 2                        | 174            |
| 9.   | Justin Credible | 1                        | 162            |
| 10.  | Bobby Lashley   | 2                        | 155            |
| 11.  | The Big Show    | 1                        | 152            |
| 12.  | CM Punk         | 1                        | 143            |
| 13.  | Matt Hardy      | 1                        | 127            |
| 14.  | Jack Swagger    | 1                        | 104            |
| 15.  | Sabu            | 2                        | 93             |
| 16.  | Rhino           | 1                        | 93             |
| 17.  | Kane            | 1                        | 91             |
| 18.  | Johnny Hot Body | 1                        | 79             |
| 19.  | Jimmy Snuka     | 2                        | 79             |
| 20.  | Mark Henry      | 1                        | 70             |
| 21.  | Johnny Morrison | 1                        | 69             |
| 22.  | Chavo Guerrero  | 1                        | 68             |
| 23.  | Steve Corino    | 1                        | 63             |
| 24.  | Tommy Dreamer   | 2                        | 49             |
| 25.  | Bam Bam Bigelow | 1                        | 45             |
| 26.  | Mikey Whipwreck | 1                        | 42             |
| 27.  | Jerry Lynn      | 1                        | 35             |
| 28.  | Vince McMahon   | 1                        | 35             |
| 29.  | Tito Santana    | 1                        | 32             |
| 30.  | Rob Van Dam     | 1                        | 21             |
| 31.  | Masato Tanaka   | 1                        | 6              |
| 32.  | Ezekiel Jackson | 1                        | 1              |